# Мейсон-Сіті (Іллінойс)
Мейсон-Сіті (англ. Mason City) — місто (англ. city) в США, в окрузі Мейсон штату Іллінойс. Населення — 2077 осіб (2020).

## Географія
Мейсон-Сіті розташований за координатами 40°12′8″ пн. ш. 89°41′50″ зх. д. / 40.20222° пн. ш. 89.69722° зх. д. (40.202192, -89.697094).  За даними Бюро перепису населення США в 2010 році місто мало площу 2,62 км², уся площа — суходіл.

## Демографія
Згідно з переписом 2010 року, у місті мешкали 2343 особи в 997 домогосподарствах у складі 624 родин. Густота населення становила 893 особи/км².  Було 1108 помешкань (422/км²).
Расовий склад населення:
| - 98,5 % — білих - 0,4 % — чорних або афроамериканців - 0,1 % — корінних американців - 0,1 % — азіатів |

До двох чи більше рас належало 0,6 %. Частка іспаномовних становила 1,0 % від усіх жителів.
За віковим діапазоном населення розподілялося таким чином: 22,5 % — особи молодші 18 років, 54,6 % — особи у віці 18—64 років, 22,9 % — особи у віці 65 років та старші. Медіана віку мешканця становила 45,0 року. На 100 осіб жіночої статі у місті припадало 88,5 чоловіків;  на 100 жінок у віці від 18 років та старших — 83,7 чоловіків також старших 18 років.
Середній дохід на одне домашнє господарство  становив 44 712 долари США (медіана — 35 735), а середній дохід на одну сім'ю — 53 650 доларів (медіана — 46 500). Медіана доходів становила 43 792 долари для чоловіків та 28 750 доларів для жінок. За межею бідності перебувало 18,1 % осіб, у тому числі 25,0 % дітей у віці до 18 років та 7,5 % осіб у віці 65 років та старших.
Цивільне працевлаштоване населення становило 976 осіб. Основні галузі зайнятості: освіта, охорона здоров'я та соціальна допомога — 18,2 %, виробництво — 16,5 %, транспорт — 11,4 %, роздрібна торгівля — 8,7 %.